# 海老名航一
海老名 航一（えびな こういち、1994年3月7日 - ）は、日本の俳優である。スマイルモンキーに所属していた。身長155cm。東京都出身。魚座。

## 出演作品

### テレビ
- こちら本池上署（TBS） - 拓海 役
- 不機嫌なジーン（フジテレビ）
- 峰竜太のホンの昼メシ前（日本テレビ）
- ザ!世界仰天ニュース（日本テレビ）
- SMAP×SMAP（フジテレビ）
- 紳助の未発表恐怖の大スクープ（テレビ朝日）

### 映画
- あおげば尊し

### 短編映画
- サクラ、アンブレラ - ショートショートフィルムフェスティバル 2007入選

### CM
- セガ・BLEACH DS 蒼天に駆ける運命

### その他
- トラック協会